# Weberocereus panamensis
Weberocereus panamensis là một loài thực vật có hoa trong họ Cactaceae. Loài này được Britton & Rose miêu tả khoa học đầu tiên năm 1920.

## Hình ảnh

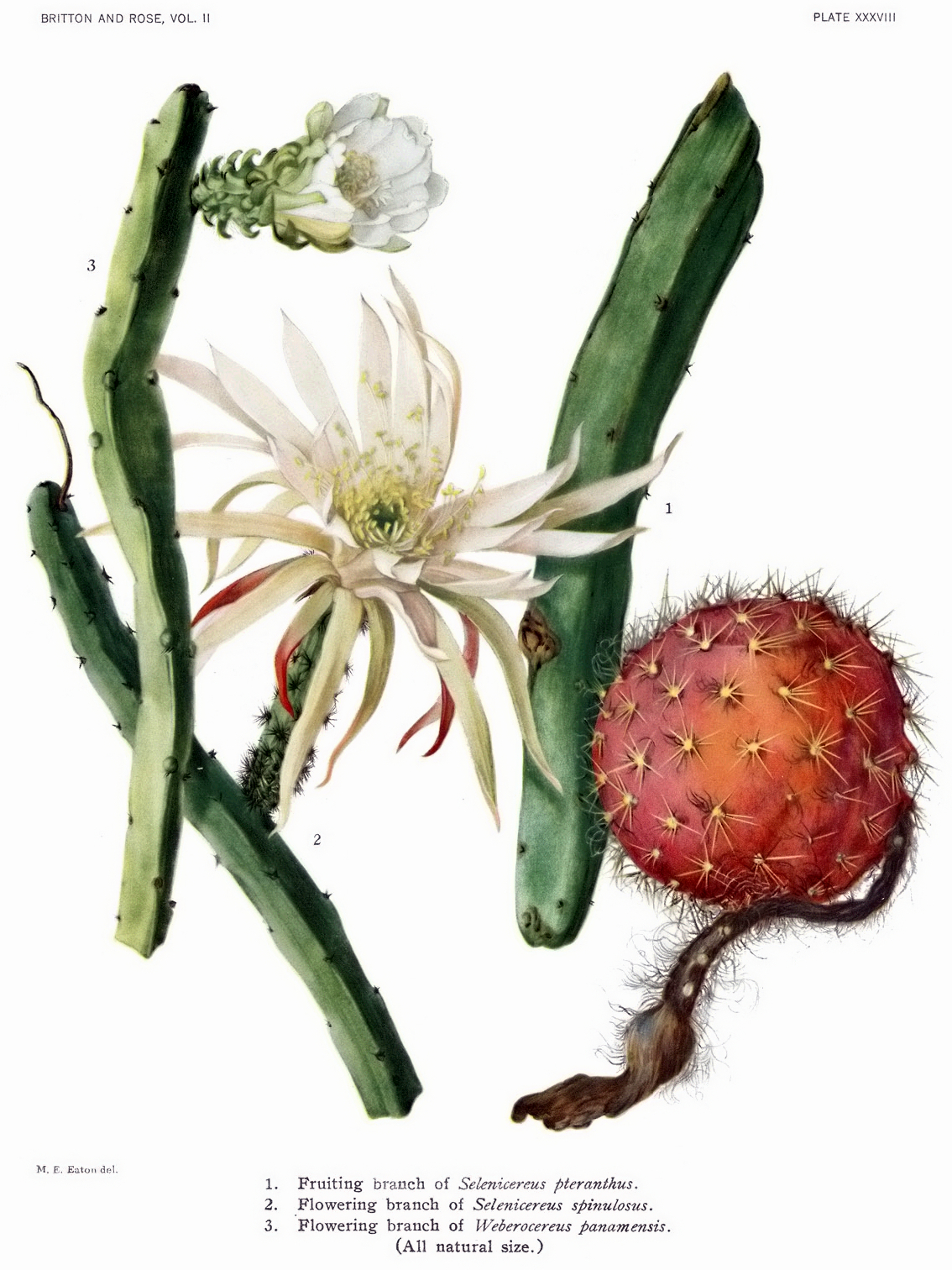